# مرتضی فرشباف
مرتضی فرشباف (زادهٔ ۱۳۶۴ - ) کارگردان مستقل ایرانی است. فرشباف علاوه بر تحصیل در رشتهٔ کارگردانی در دانشکدهٔ سینما و تئاتر، از سال ۱۳۸۵ در کارگاه‌های عباس کیارستمی در مؤسسهٔ کارنامه شرکت کرده‌است.

## فعالیت سینمایی
سوگ، اولین فیلم بلند او، حاصل گسترش ایدهٔ باد هر کجا بخواهد می‌وزد است؛ فیلمی کوتاه که توسط فرشباف و آناهیتا قزوینی‌زاده برای کارگاه عباس کیارستمی ساخته شد و موفق به دریافت جوایزی از جشن منتقدان و جشن خانهٔ سینما شد. این فیلم پس از اکران در خارج از ایران نهایتاً در سینمای هنر و تجربه اکران شد. دومین فیلم بلند او بهمن در سی و سومین دورهٔ جشنوارهٔ فیلم فجر به نمایش درآمد و در دو رشتهٔ بهترین بازیگر نقش اول زن (فاطمه معتمدآریا) و بهترین جلوه‌های ویژه بصری (جواد مطوری) نامزد دریافت جایزه شد اما از کسب آن بازماند. همچنین در جوایز آسیا پاسیفیک از فاطمه معتمد آریا برای بازی در این فیلم تقدیر به عمل آمد.

## فیلم‌شناسی
| سال  | عنوان                   | سمت                | توضیحات    | منبع   |
| ---- | ----------------------- | ------------------ | ---------- | ------ |
|      | درخت سفید               | کارگردان           | مستند      | [ ۷ ]  |
|      | باد هر کجا بخواهد می‌وزد | کارگردان و نویسنده | فیلم کوتاه | [ ۲ ]  |
| ۱۳۸۵ | ستایش                   | فیلمبردار پشت صحنه |            | [ ۸ ]  |
| ۱۳۸۹ | سوگ                     | کارگردان و نویسنده |            | [ ۲ ]  |
| ۱۳۹۳ | بهمن                    | کارگردان و نویسنده |            | [ ۹ ]  |
| ۱۳۹۴ | دوئت                    | بازیگر             |            | [ ۱۰ ] |
| ۱۳۹۷ | تومان                   | کارگردان و نویسنده |            |        |

## جوایز
| سال  | جشنواره                                     | دسته                                          | برای فیلم                  | نتیجه    | منبع   |
| ---- | ------------------------------------------- | --------------------------------------------- | -------------------------- | -------- | ------ |
| ۱۳۹۰ | شانزدهمین دورهٔ جشنوارهٔ بین‌المللی فیلم بوسان | بهترین فیلم                                   | سوگ                        | برنده    | [ ۱۱ ] |
| ۱۳۹۰ | شانزدهمین دورهٔ جشنوارهٔ بین‌المللی فیلم بوسان | بهترین فیلم از نظر منتقدان                    | سوگ                        | برنده    | [ ۱۱ ] |
| ۲۰۱۲ | چهاردهمین دورهٔ جشنوارهٔ فیلم‌های آسیایی       | بهترین فیلم                                   | سوگ                        | برنده    | [ ۱۲ ] |
| ۱۳۸۷ | بیست و پنجمین دورهٔ جشنوارهٔ فیلم کوتاه تهران | بهترین فیلم داستانی انجمن نویسندگان و منتقدان | باد هر کجا که بخواهد می‌وزد | برنده    | [ ۱۳ ] |
| ۱۳۹۸ | سی و هشتمین جشنواره فیلم فجر                | بهترین کارگردانی                              | تومان                      | نامزدشده | [ ۱۴ ] |
| ۱۴۰۰ | بیست و یکمین جشن حافظ                       | بهترین کارگردانی                              | تومان                      | نامزدشده | [ ۱۵ ] |
| ۱۴۰۰ | بیست و یکمین جشن حافظ                       | بهترین فیلمنامه                               | تومان                      | نامزدشده | [ ۱۵ ] |